# Парламентские выборы в Тринидаде и Тобаго (1950)
Парламентские выборы в Тринидаде и Тобаго прошли 18 сентября 1950 года. Количество избираемых членов Законодательного совета было увеличено с 9 до 18. В результате Партия местного управления граждан и рабочих Британской империи получила наибольшее число мест Совета. Явка составила 70,1 %. Несмотря на наибольшее число мест, полученных партией Батлера, главным министром был назначен лидер Партии политических групп прогресса Альберт Гомес.

## Результаты
| Партия                                                          | Голосов | %    | Мест | +/-   |
| --------------------------------------------------------------- | ------- | ---- | ---- | ----- |
| Партия местного управления граждан и рабочих Британской империи | 41 928  | 22,1 | 6    | +3    |
| Конгресс профсоюзов и социалистическая партия                   | 19 917  | 10,5 | 1    | -1    |
| Тринидадская лейбористская партия                               | 14 992  | 7,9  | 2    | +2    |
| Совет профсоюзов                                                | 9 025   | 4,8  | 0    | новая |
| Партия политических групп прогресса                             | 6 507   | 3,4  | 2    | новая |
| Карибская социалистическая партия                               | 4 529   | 2,4  | 1    | новая |
| Независимые                                                     | 93 100  | 49,0 | 6    | +5    |
| Недействительных/пустых бюллетеней                              | 8 492   | -    | -    | -     |
| Всего                                                           | 198 458 | 100  | 18   | +9    |
| Источник: Nohlen                                                |         |      |      |       |